# Das falsche Gewicht. Die Geschichte eines Eichmeisters
Das falsche Gewicht. Die Geschichte eines Eichmeisters ist ein Roman von Joseph Roth, der 1937 im Querido-Verlag Amsterdam erschien. Er handelt vom österreichisch-ungarischen Eichbeamten Anselm Eibenschütz, der im galizischen Bezirk Zlotogrod Feindschaft, Liebe und einen frühen Tod findet.

## Inhalt
Anselm Eibenschütz stammt aus dem mährischen Städtchen Nikolsburg, hat zwölf Jahre als Unteroffizier bei der Artillerie gedient und im Regiment seine Heimat gefunden. Auf Betreiben seiner Frau Regina, die ihn ganz für sich haben will, hat Eibenschütz widerwillig Kaserne, Uniform, Kameraden und Freunde verlassen. Jeder Längerdienende hat das Recht auf einen Posten, und Eibenschütz wäre gerne als Sequester oder Konzipist in seine Heimat zurückgekehrt, doch in ganz Mähren werden keine solchen benötigt. Also muss Eibenschütz eine Stelle als Eichmeister annehmen und zieht mit seiner Frau nach Zlotogrod in den äußersten Osten des Reiches, unmittelbar an die russische Grenze. Dort wird die Staatsgewalt verachtet, und der verstorbene Eichmeister war aufgrund seiner Untätigkeit geschätzt. Eibenschütz jedoch nimmt seine neue Aufgabe sehr ernst und bringt mehrere Kaufleute vor Gericht, wodurch er sich allgemein verhasst macht. Es regt sich Widerstand, zunächst in Form von ein paar Denunziationsbriefen. Einer der Feinde und Briefeschreiber besitzt die Grenzschenke im Dorf Szwaby und nennt sich Leibusch Jadlowker. Dieser Wirt und Gemischtwarenhändler, der eigentlich Kramrisch heißt, beherbergt Landstreicher, Diebe, Räuber sowie russische Deserteure und verfertigt falsche Gewichte. Jadlowker war Hafenarbeiter in Odessa und musste wegen eines Totschlags aus Russland flüchten. 
Eibenschütz macht seine Frau verantwortlich für die Klemme, in der er steckt. Er begehrt Regina längst nicht mehr. Seine Frau beginnt eine Affäre mit Eibenschütz' Untergebenem, dem jungen Amtsschreiber Nowak, und befürchtet, schwanger geworden zu sein. Durch eine Denunziation und Reginas plötzliches Drängen auf Beischlaf aufmerksam geworden, gelingt es Eibenschütz, die Affäre aufzudecken und geräuschlos eine Versetzung Nowaks zu erwirken. Den Kontakt zu seiner Frau, die fortan in der Küche übernachten muss, beschränkt er nun auf das Allernötigste. Stattdessen beginnt er, häufiger in der Grenzschenke zu verkehren, und verguckt sich dort in die Zigeunerin Euphemia Nikitsch. Sie ist die Freundin Jadlowkers und wohnt in der Grenzschenke. Dem bald darauf von seiner Frau geborenen „Sohn des Josef Nowak“ begegnet Eibenschütz mit Abscheu und Gleichgültigkeit.  
Als der Eichmeister bald darauf auf einem Markt Jadlowker beim Fischverkauf ohne Konzession erwischt, leistet dieser heftigen Widerstand. Jadlowker wird daraufhin zu zwei Jahren Zuchthaus verurteilt und Eibenschütz behördlicherseits als vorläufiger Verwalter der Grenzschenke bestimmt. Jadlowker hatte auf die Grenzschenke mehrere Hypotheken aufgenommen. Einer der Gläubiger ist Kapturak, ein Freund Jadlowkers und durchtriebener Geschäftemacher. Der biedere, schwerfällige Eibenschütz erfährt bei Euphemia im Bett die erste Liebe seines Lebens und wohnt fortan faktisch in der Grenzschenke. Das Glück währt nur kurz. Ein dritter Geliebter der Zigeunerin, der Maronibrater Konstantin Sameschkin, kommt im Herbst mit Säcken voller Kastanien daher und macht ältere Rechte auf die Schöne geltend. Euphemia trennt sich vom Eibenschütz. Dieser bleibt in der Schenke wohnen, ergibt sich dem Trunke und vernachlässigt seine Amtsgeschäfte.
Die Cholera bricht aus und rafft die Menschen dahin. Zwar sehnt sich Eibenschütz nach dem Tode, doch es sterben Frau und Kind. Die Epidemie grassiert. Schließlich müssen Sträflinge aus dem Zloczower Kerker verpflichtet werden, um die Leichen aus den Häusern zu holen. Unter den Leichenträgern befindet sich Jadlowker. Kapturak verschafft dem Sträfling die Identität eines Cholera-Toten und verbirgt den Freund im Hause. Unter dem Einfluss eines neuen Gendarmen waltet Eibenschütz seines Amtes gestrenger und unbarmherziger als je zuvor. Jadlowker befürchtet seine Entdeckung und verlässt seinen Unterschlupf. Haupthindernis seiner Rückkehr unter neuer Identität in seine alte Wirkungsstätte ist Eibenschütz. Deswegen und aus Rache erschlägt er den Eichmeister, um den niemand trauert. Der Mörder und Kapturak werden inhaftiert. Euphemia will in der Schenke bleiben und nicht mit Sameschkin ziehen, der darauf Szwaby für immer verlässt.

## Zitat
„Herz habe ich nicht im Dienst.“

## Rezeption
- Nürnberger bemerkt einen „melancholischen Tonfall“.[2]
- Steierwald bespricht die Konfrontation des Eichmeisters mit der Fremde.[3]
- Sternburg zitiert einen Lobspruch Józef Wittlins (ein galizischer Landsmann sowie Freund Roths) und weist auf den enttäuschten Leser Fritz Erpenbeck hin. Allerdings stünden lobende Äußerungen Kestens und Schickeles dagegen.[4]

## Verfilmung
Der Film Das falsche Gewicht von Bernhard Wicki mit Helmut Qualtinger als Anselm Eibenschütz, Agnes Fink als Regina Eibenschütz, Evelyn Opela als Euphemia Nikitsch und Bata Živojinović als Leibusch Jadlowker in den Hauptrollen wurde 1971 produziert. Wicki gewann dafür das Filmband in Gold.